# Vintapperstræde
Vintapperstræde er en ca. 100 meter lang gade, der ligger i Odense. Det er en sidegade til Vestergade. Gaden blev åbnet den 15. november 1977 og navngivet efter Marinus Lytjens Vinhandel i Slotsgade, som strædet egentlig er en baggård til.
Det er en gade med mange barer og restauranter, og den er ofte tæt befærdet om aftenen af gæster, der benytter sig af de mange tilbud, der er at finde der.
55°23′45″N 10°23′00″Ø / 55.3957°N 10.3833°Ø